# Eucereon atriguttum
Eucereon atriguttum är en fjärilsart som beskrevs av Druce 1905. Eucereon atriguttum ingår i släktet Eucereon och familjen björnspinnare. Inga underarter finns listade i Catalogue of Life.